# Lophiophora latefasciata
Lophiophora latefasciata är en fjärilsart som beskrevs av M.Gaede 1940. Lophiophora latefasciata ingår i släktet Lophiophora och familjen nattflyn. Inga underarter finns listade i Catalogue of Life.